# 比利亚科
比利亚科，是西班牙卡斯蒂利亚-莱昂巴利亚多利德省的一个市镇。总面积16平方公里，总人口126人（2001年），人口密度8人/平方公里。